# Stabiliteit (scheikunde)
Stabiliteit verwijst in de scheikunde naar een toestand van evenwicht of naar de bestendigheid van een chemisch of fysicochemisch systeem tegen interne en externe invloeden of storingsparameters.
Stabiliteit is bij verschillende systemen en in verschillende chemische contexten van belang. Het verwijst bijvoorbeeld naar de bestendigheid van de samenstelling of eigenschappen onder bedrijfsomstandigheden (bijvoorbeeld bij smeermiddelen of kunststoffen) of naar de stabiliteit van colloïden.